# American Physical Society
American Physical Society (APS) este o organizație înființată în anul 1899 de 36 fizicieni, în scopul promovării avansului și popularizării fizicii. În prezent (iulie 2008), APS are un număr de 36.000 de membri . În anul 1893, APS a preluat revista Physical Review (fondată în 1893 la Universitatea Cornell), publicația devenind a doua mare activitate a organizației. În anul 1929, APS a început publicarea revistei Reviews of Modern Physics iar din anul 1958 revista Physical Review Letters.